# Vichy (tissu)
Pour l’article homonyme, voir Vichy.

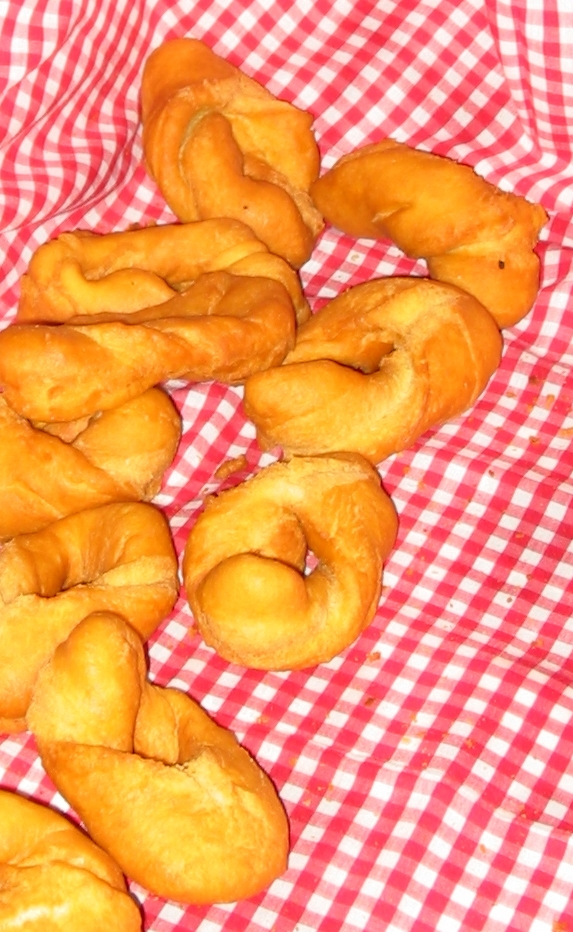
Pâtisserie présentée dans un panier recouvert de tissu vichy.

Le vichy est un motif de tissu toilé en coton à carreaux tissés. Il s'agit d'un tissé teint car les fils sont déjà teints avant le tissage. Les dimensions des carreaux varient, mais sont fréquemment de 8 à 15 mm.   

## Histoire
Le motif est ancien et se retrouve dans divers pays européens, notamment en France, Bavière, en Belgique, aux Pays-Bas, en Italie du Nord, au Royaume-Uni, en Suède, en Suisse, mais également en dehors de l'Europe.
Le tissu vichy s’appelle ainsi depuis le XIXe siècle, à l'époque où l’industrie textile est en plein essor en France. À la cour et dans la bonne société, on porte des habits qui nécessitent un long métrage de tissus qui alimentent et font marcher cette industrie naissante. L’empereur Napoléon III encourage ce développement et ne rate pas une occasion de visiter les usines et manufactures à chacun de ses déplacements.
Or Vichy est l’un des lieux de villégiature de Napoléon III. En 1863, il profite de son séjour dans la ville thermale pour visiter la filature des Grivats, située à Cusset, une commune avoisinante. La filature produit depuis une quarantaine d’années de la toile de coton à rayures – les carreaux du vichy ne seraient apparus qu’au début du XXe siècle.

L’impératrice Eugénie et ses dames de la cour tombent amoureuses de ce tissu et en remplissent leurs malles. Les « élégantes » lancent la mode, en France et à l’étranger. C’est à cette époque que la toile prend son nom : il fallait être vu en « vichy »… à rayures lilas et blanc ou rose et jonquille.

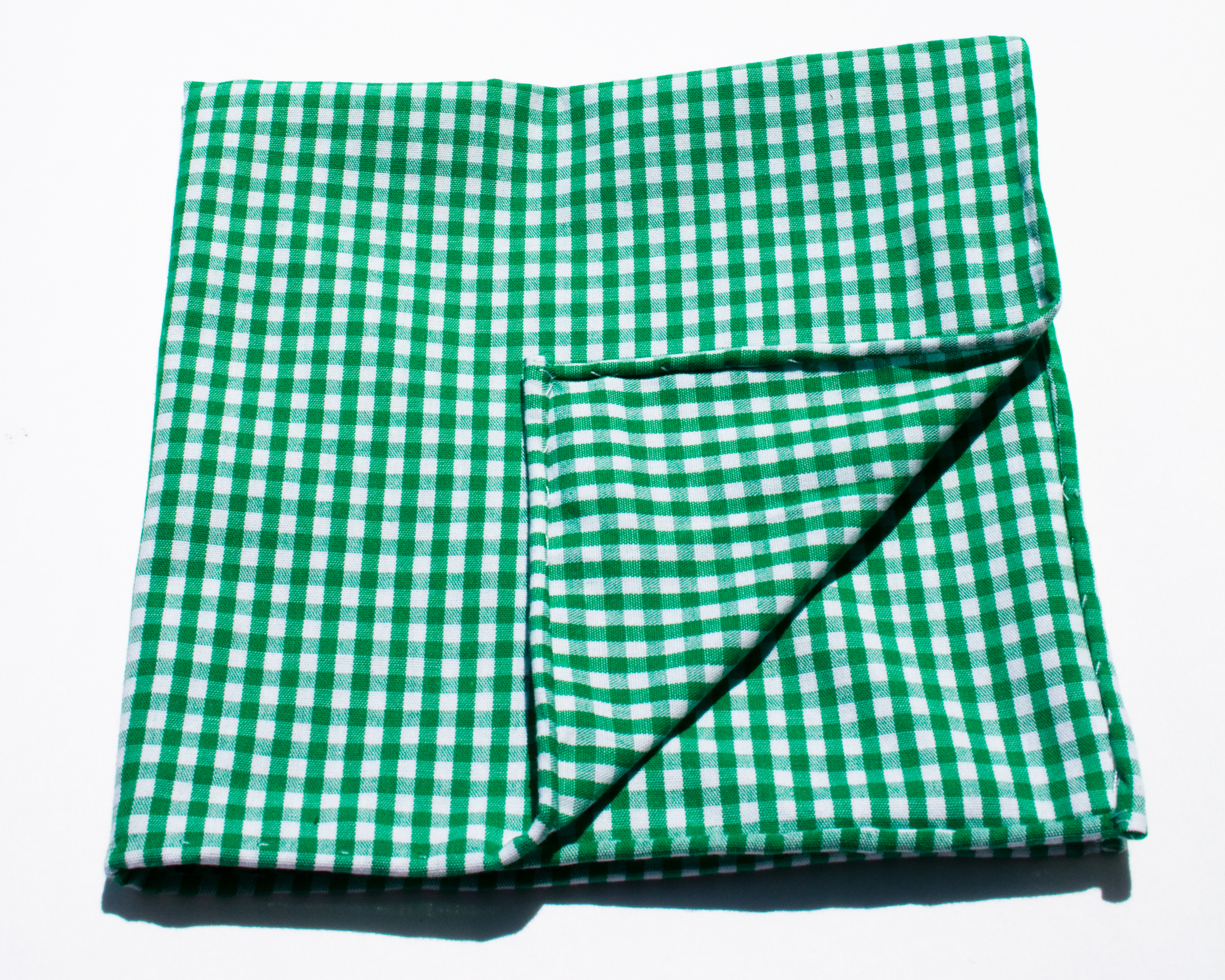
Tissu vichy vert et blanc

### France
Dès le XIVe siècle, des toiles sont fabriquées par des Flamands et des Bourguignons installés dans la Montagne bourbonnaise.    
Au début du XIXe siècle, un gros atelier, possédé par Antoine Besse-Bergier, fabriquait des ganses et des lacets à Cusset, commune limitrophe de Vichy puis il fabriqua une grosse toile à base de chanvre et de laine en grisette et en droguet pour des vêtements, surtout des tabliers. En 1856, l'atelier est racheté par le comte François de Bourbon-Busset, et devient la filature des Grivats. Elle va employer près de 300 personnes, considérée alors comme l'une des plus importantes du pays. L'apparition de matériel plus performant et le remplacement du chanvre par du coton de Louisiane et de Virginie, rend la toile plus fine, appelée alors le « grivat ». Les rayures et la couleur apparaissent ensuite. Des personnalités présentes à Vichy visitent l'usine dont Napoléon III en 1863 et c'est à cette période que le nom de « tissu de Vichy » apparait, la mode étant alors lancée de robes à rayures lilas et blanc ou rose et jonquille dans la station thermale, alors très renommée et internationalement fréquentée. En 1867, l'usine est détruite par un incendie et ne sera pas reconstruite. Le tissu continue d'être fabriqué dans les ateliers locaux : ceux des familles Bassot, Vicaire, Brazey-Baille et Delorme, qui vend le tissu au détail rue Verrier, à Vichy, jusqu'en 1947. Mais le tissu Vichy devient surtout après 1867 une production du Roannais et du Beaujolais.  
D'après Jean Canard, dès 1820 était fabriqué à Thizy et Roanne une étoffe à grands carreaux blancs, bleus ou rouges, , mais selon Jean-Pierre Houssel, le Vichy n'est lancé qu'à partir de 1850 avec les perfectionnements de la teinture : Vichy-fantaisie à Roanne et Vichy-populaire à Thizy, à carreaux blancs et bleu d'indigo ou blanc et noir d'aniline,.   
En 1871, le rattachement de Mulhouse à l'Allemagne fait du district de Thizy-Roanne le seul centre de production français avec Rouen.   
En France, le tissu a connu un regain de mode dans les années 1950 lorsque Brigitte Bardot, habillée d'une robe en vichy rose, apparaît en couverture de Elle. Pour son second mariage six ans plus tard, avec Jacques Charrier cette fois ci, elle est également habillée avec une robe vichy, de Jacques Esterel,,.

### Royaume-Uni
Au Royaume-Uni le vichy est appelé Gingham. Ce nom est originaire du nom malais genggang signifiant ligné mais d'autres sources mentionnent également l'anglicisation de la « toile de Guingamp », une toile solide carroyée produite dans la vallée du lin en Bretagne, le long du fleuve Trieux, depuis le Moyen Âge.
Quand il fut importé en Europe au XVIIe siècle, le tissu était ligné alors qu'actuellement il est connu pour son motif à carreaux hachurés. Depuis le milieu du XVIIe siècle, lorsqu'il était produit dans les usines textiles de Manchester, en Angleterre, il est tissé aux motifs en damier (souvent bleu et blanc). Le gingham en damier devint plus courant avec le temps, alors que le gingham ligné était toujours en vogue à la fin de l'époque victorienne .
Le vichy est porté par les mods depuis les années 1960.

### Pays-Bas
Aux Pays-Bas le vichy est appelé Brabants bont et est de couleur blanc, rouge et rouge-blanc. Le tissu était utilisé pour la confection des rideaux des anciennes fermes du Brabant-Septentrional et se retrouvait dans toutes les cuisines. Le motif du tissu, sans les hachures, se retrouve sur le drapeau du Brabant-Septentrional.

### Hors d'Europe
Le motif vichy se rencontre en dehors de l'Europe où il peut avoir des significations spécifiques, notamment:
- En Inde
- Au Japon comme symbole spirituel, par exemple une statue de Bouddha enveloppée de tissu vichy peut orner la tombe d'un enfant.
- En Indonésie le vichy est une symbolique du bien et du mal. Le tissu traditionnel noir et blanc, appelé poleng est utilisé, en particulier à Bali comme pagne pour les statues et arbres vénérables.
- En Afrique du Sud le vichy est utilisé pour les uniformes scolaires.
- En Afrique, les Masaï et les Samburu disent utiliser ce tissu depuis des siècles.
- Au Burkina Faso et au Ghana le vichy montre l'appartenance au clan des Dagaras.
- chez les Berbères le tissu vichy en damier rouge et blanc sert en habillement pour les femmes de Chenini Tataouine dans le sud tunisien.

## Caractéristiques

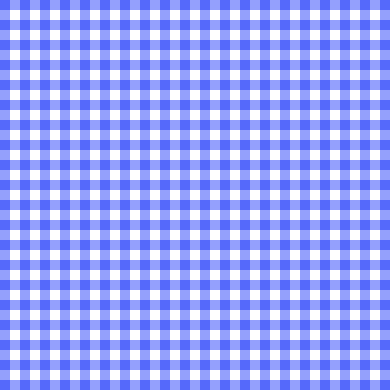
Vichy bleu

Le tissage est effectué en droit fil avec des fins ou moyens fils de coton cardé ou filé. Le tissage du motif vichy est constitué d'une trame en bandes alternées bicolores et d'une chaîne en bandes alternées dans les mêmes couleurs. Dans le vichy, les fils de trame et de chaîne sont de même nature et disposés avec la même tension et le même écartement, permettant la composition du motif utilisant à la fois la trame et la chaîne. Les motifs apparaissent ainsi sur les deux faces du tissu en négatif l'un de l'autre. Les deux faces sont indiscernables une fois le tissu coupé (il n'y a donc pas de face avant ni de face arrière).
Les motifs des carreaux peuvent être hachurés ou non hachurés. 
- Le motif des carreaux à surfaces hachurées est composé de deux couleurs, par exemple blanc, bleu et bleu-blanc. Les couleurs du vichy les plus rencontrées en Europe occidentale sont : bleu-blanc, rouge-blanc, noir-blanc ou vert-blanc. La couleur varie en fonction des régions ou des cultures.
- Le motif des carreaux à surfaces non hachées se présente en damier.

## Utilisation
Le tissu vichy est utilisé en habillement (blouses, robes...) mais également en ameublement (nappes, napperons, serviettes ou rideaux de cuisine).

### Marketing agroalimentaire en France
Le motif vichy étant associé à la période de la France du XXe siècle se situant avant son industrialisation agroalimentaire et à une certaine idée de la qualité, les industriels font un large emploi de celui-ci pour le packaging de leurs transformations agroalimentaires (charcuteries, confiture, fromages, etc).

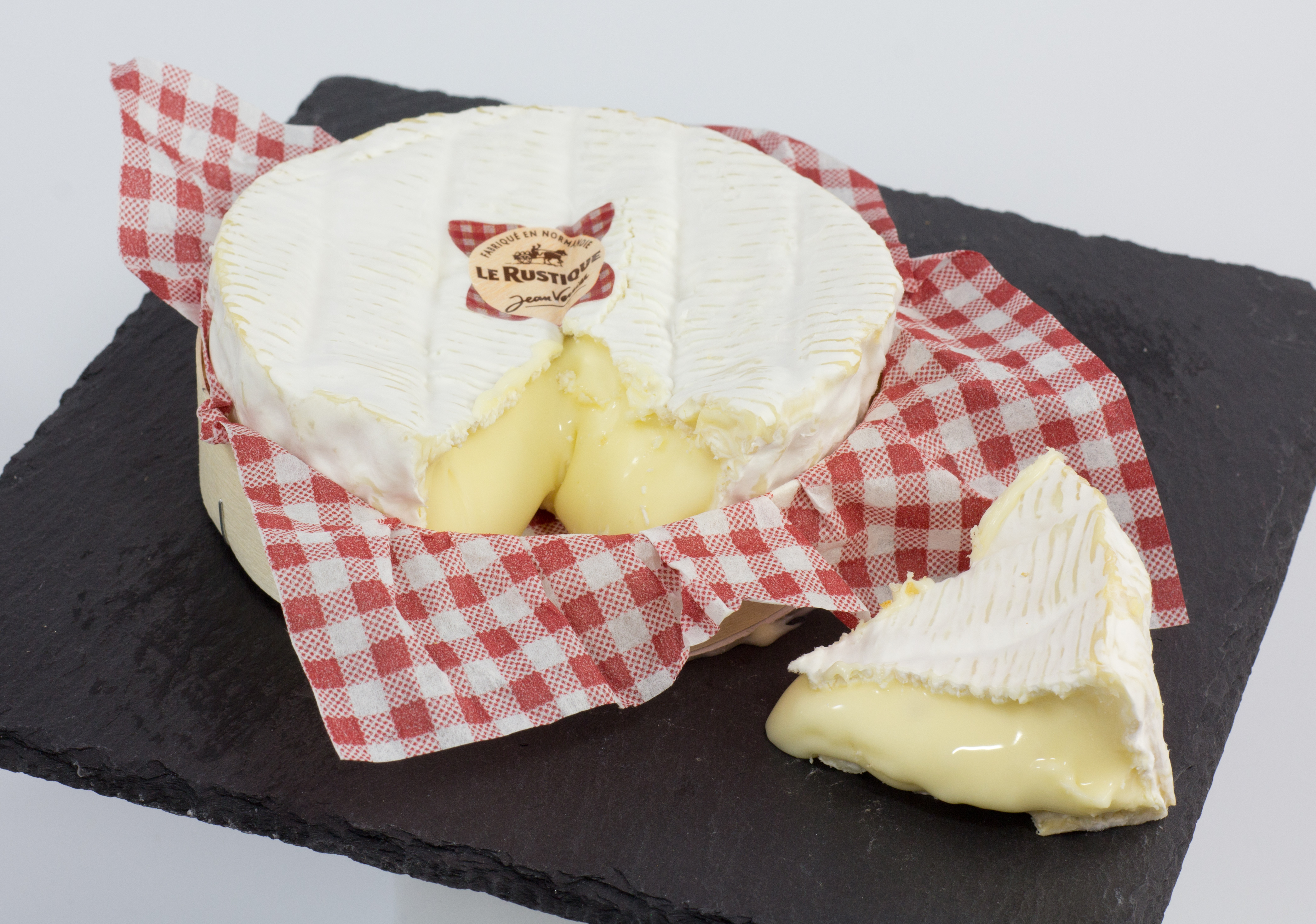
Film plastique de fromage industriel reprenant le motif des tissus vichy
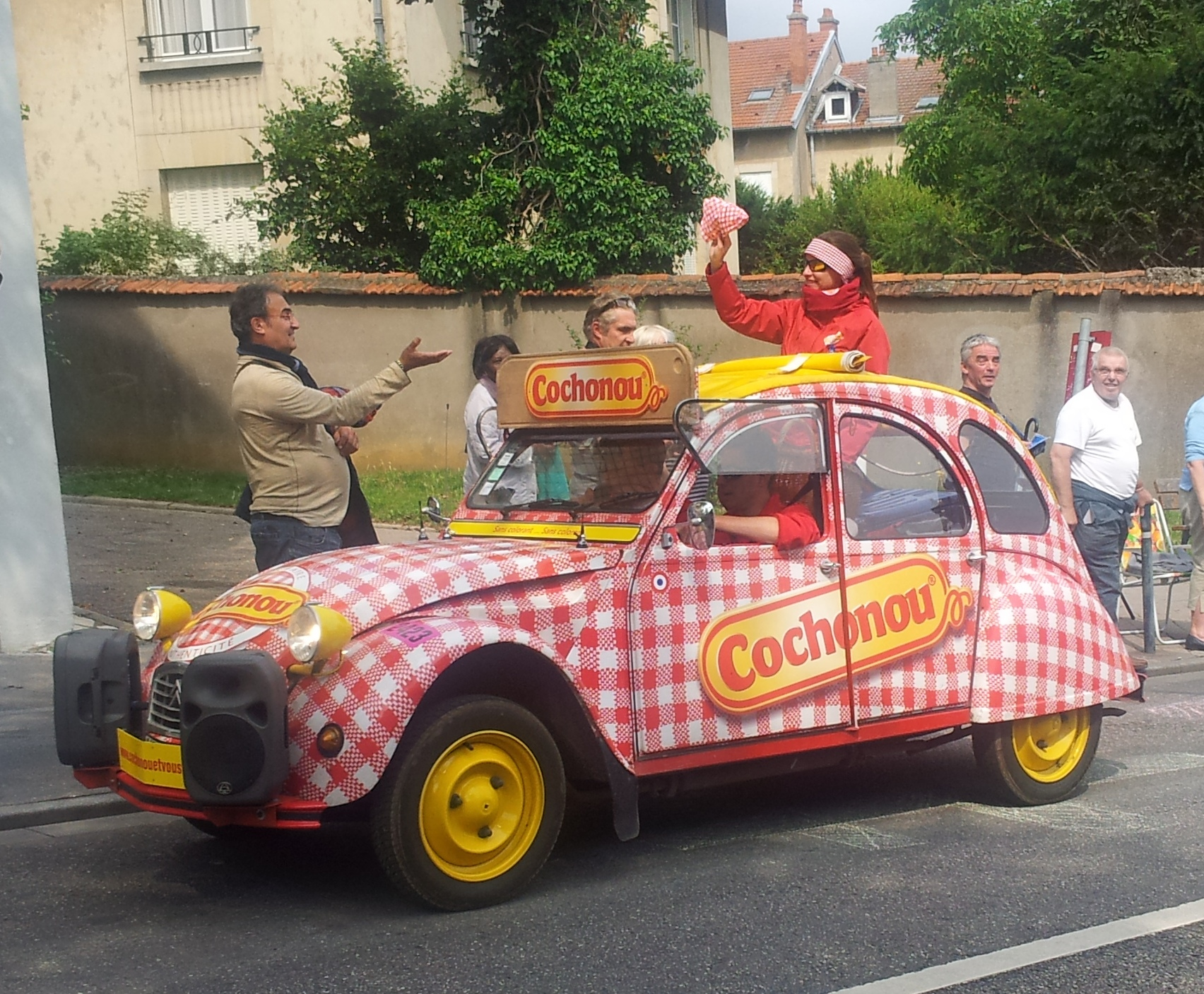
Publicité pour de la charcuterie industrielle lors du Tour de France 2014
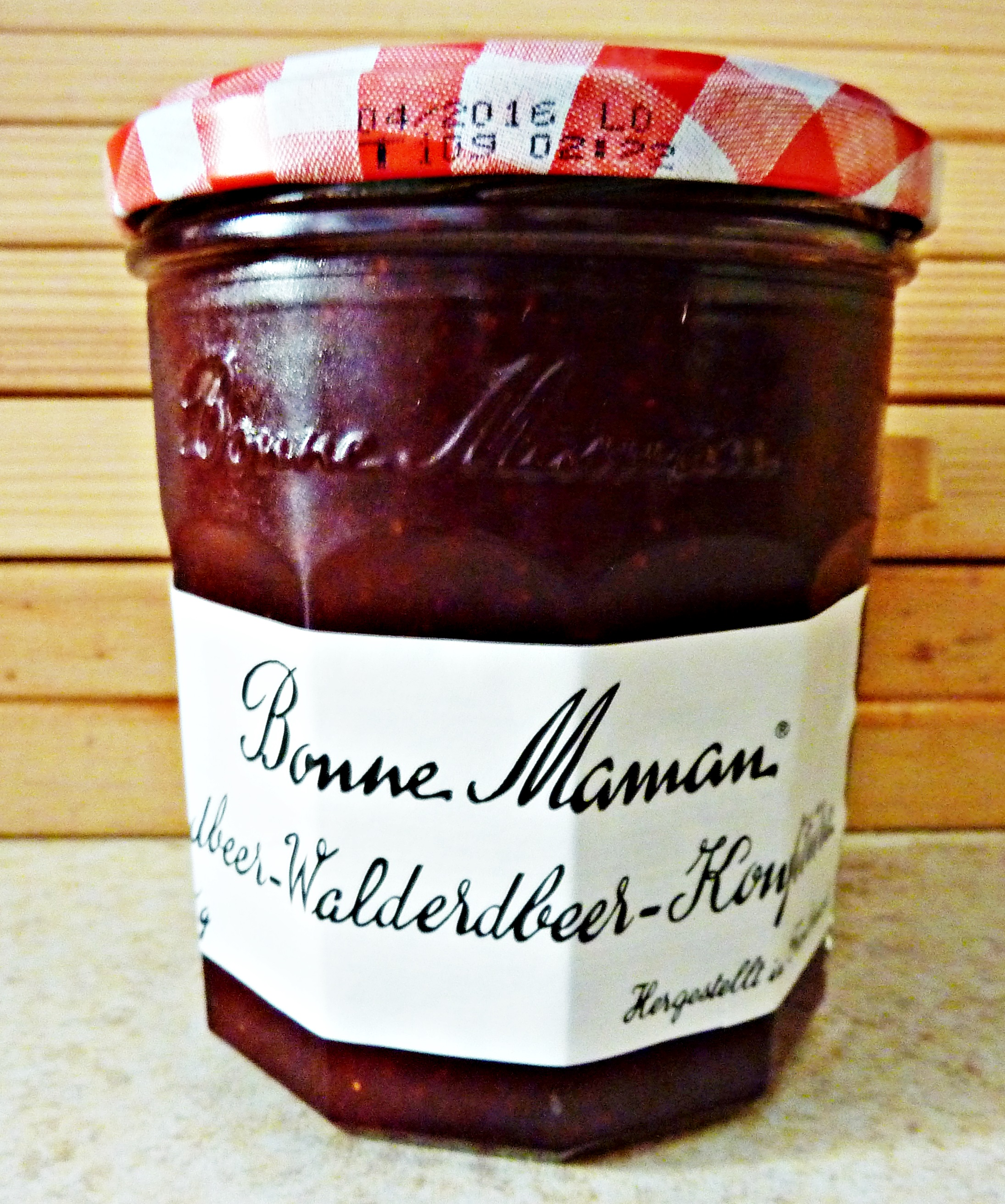
Couvercle de confiture industrielle reprenant le motif des tissus vichy

## Dans la culture
- Le personnage principal de l'histoire Le Magicien d'Oz, Dorothy Gale (appelée Dorothée Gale dans les versions françaises), portait un gingham bleu dans les illustrations du livre et dans le film musical homonyme de 1939.
- Dans son poème pour enfants The Duel, Eugene Field écrivain américain, met en scène un chien appelé The gingham dog. Le poème fut repris sur l'album The Gingham Dog and the Calico Cat de Chet Atkins et Amy Grant.